# Пригородное (Донецкая область)
Примиское (укр. Приміське, до 2016 — Радянская Украина (укр. Радянська Україна) — село в Укрaине, находится в Мангушском районе Донецкой области.
Код КОАТУУ — 1423981104. Население по переписи 2001 года составляет 354 человека. Почтовый индекс — 87430. Телефонный код — 6297.

## Адрес местного совета
87400, Донецкая область, Мангушский район, с. Бердянской, ул. Радянська, 55